# Miconia ferruginata
Miconia ferruginata är en tvåhjärtbladig växtart som beskrevs av Dc.. Miconia ferruginata ingår i släktet Miconia och familjen Melastomataceae. Inga underarter finns listade i Catalogue of Life.

## Bildgalleri

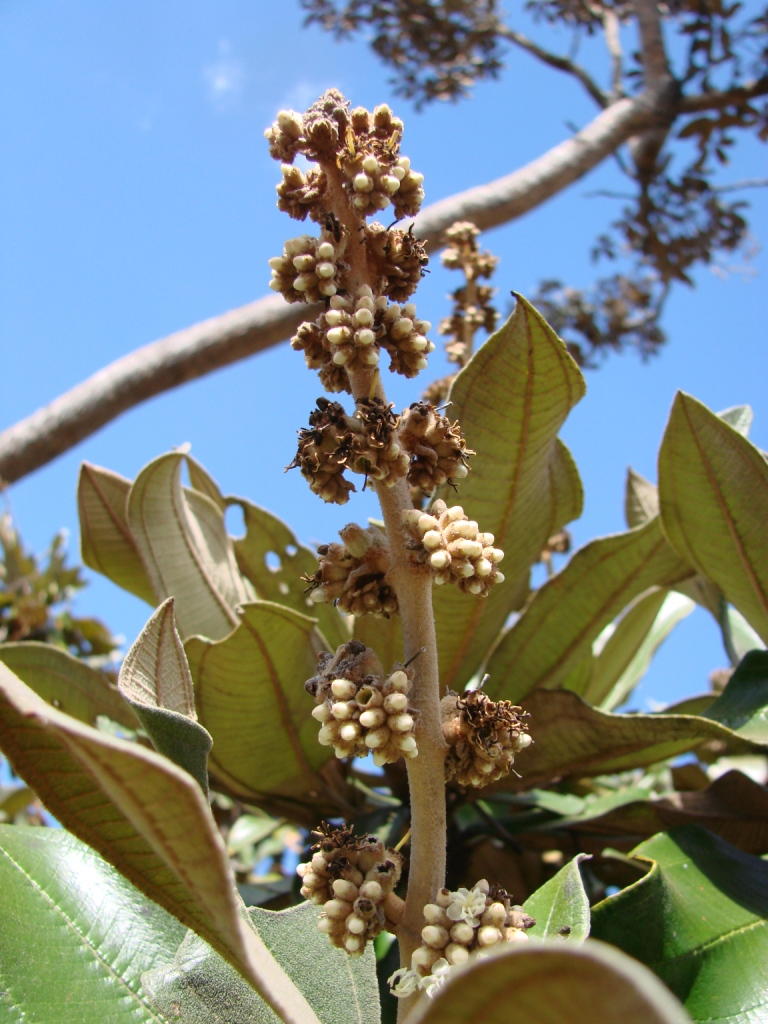
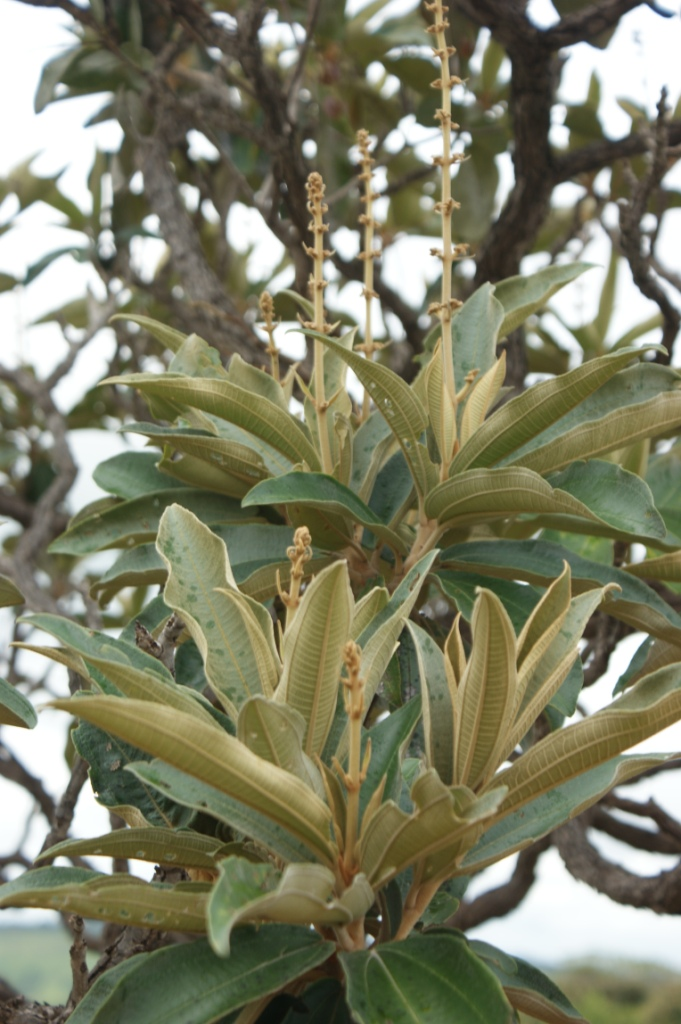
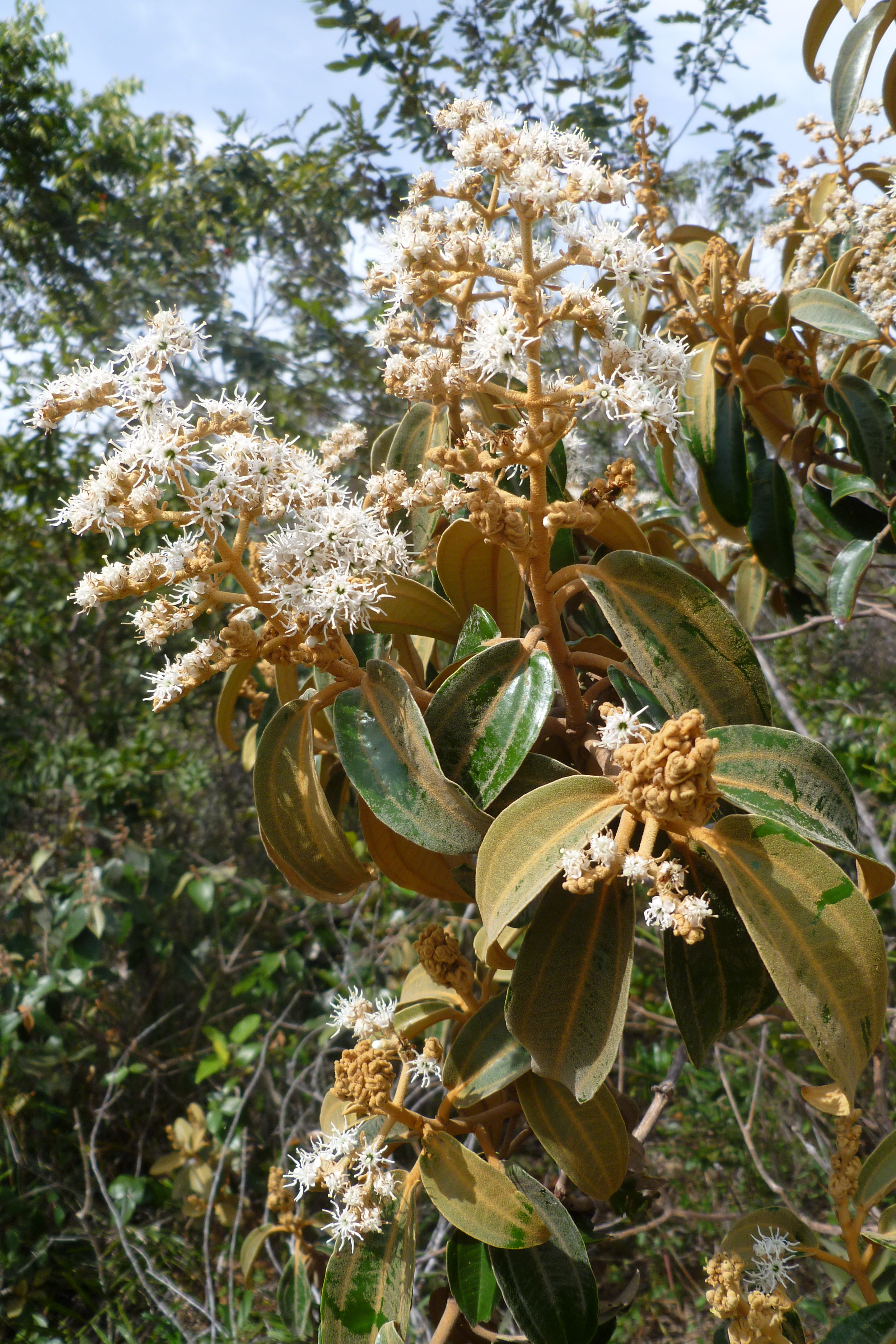